# IR-40

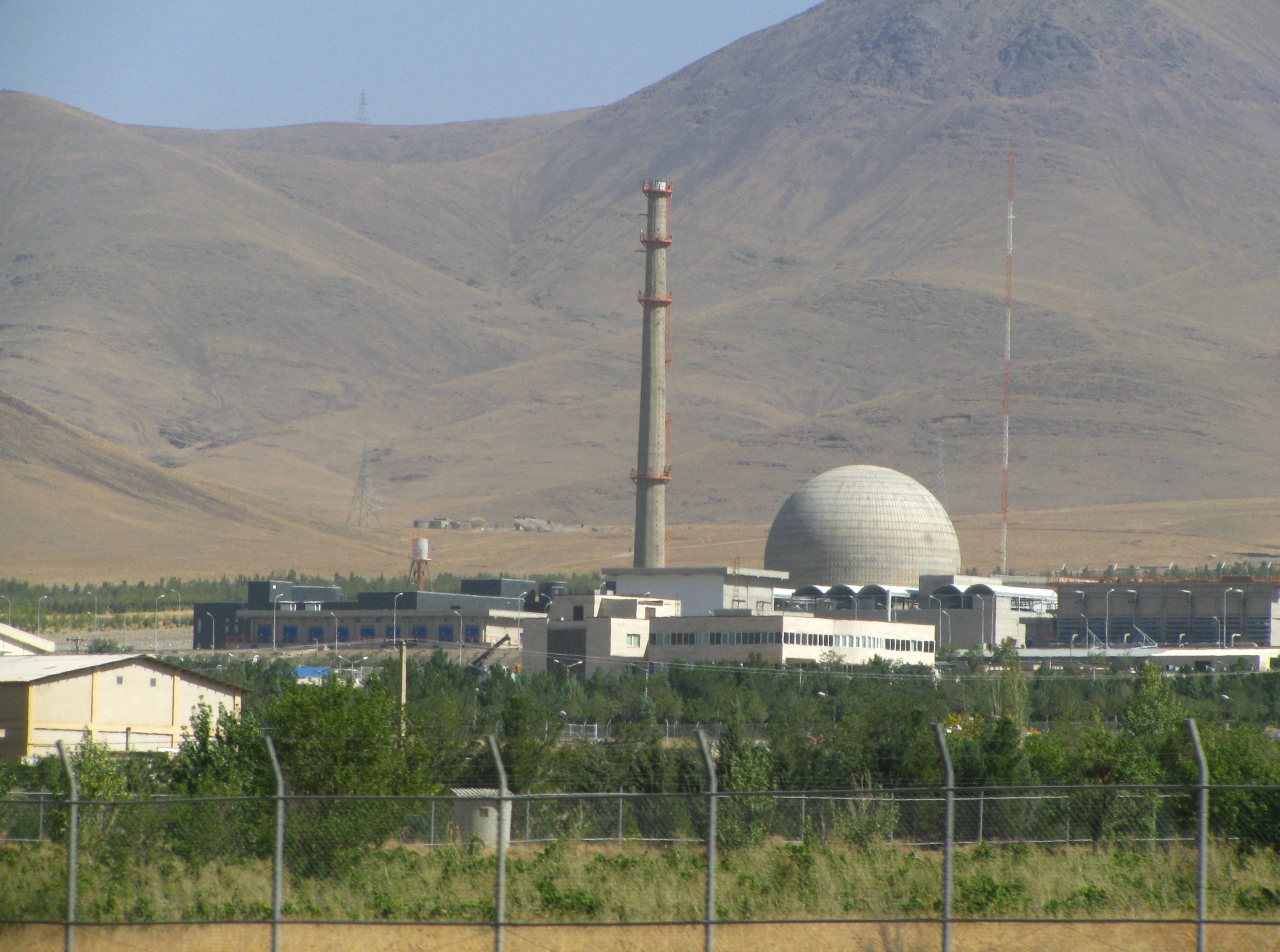
IR-40重水研究原子炉

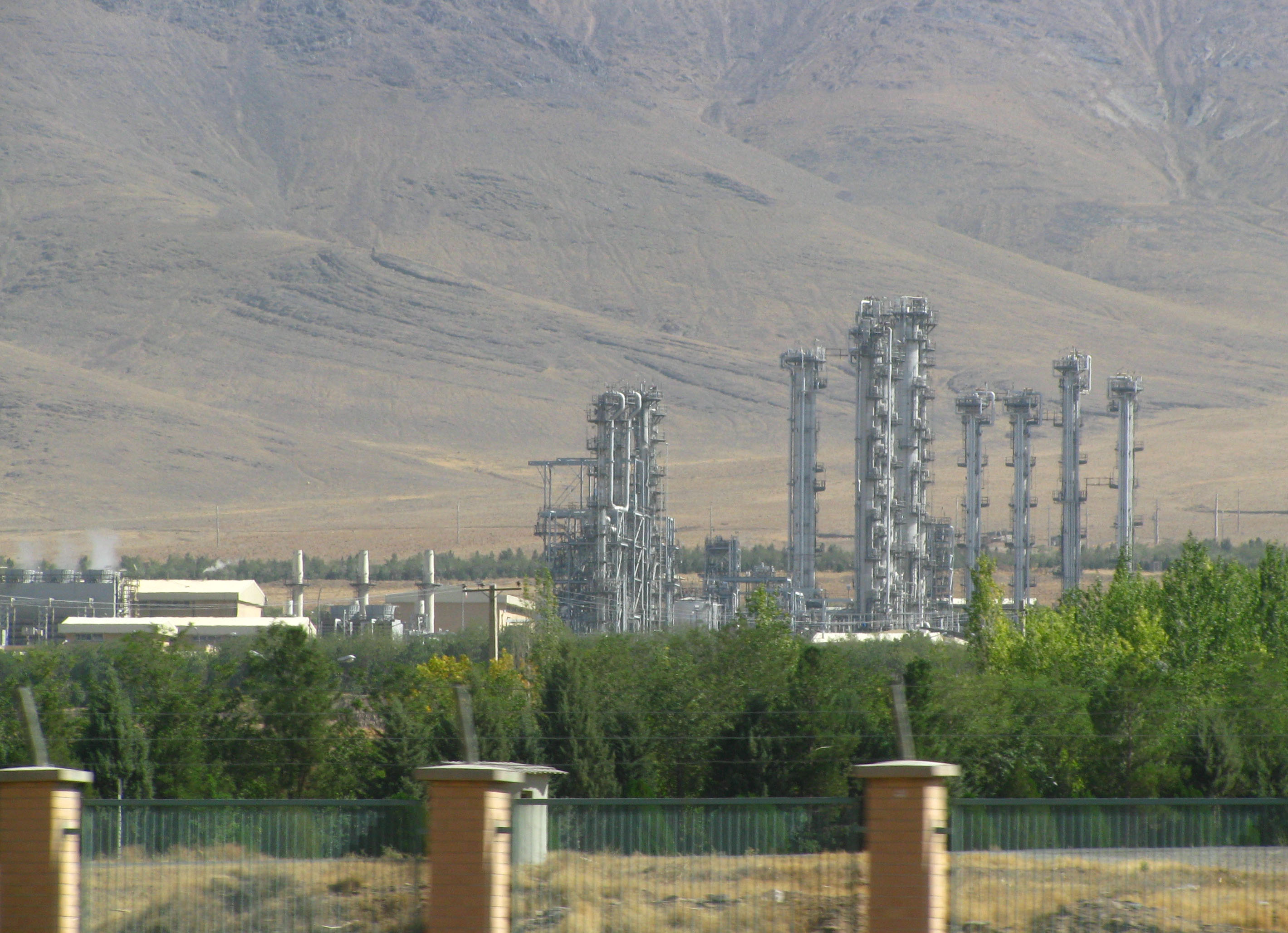
アラーク重水製造工場

IR-40（アイアールよんじゅう、英語: IR-40は、正式名称をホンタブ重水研究原子炉と呼び、イランのアラーク近郊にある原子炉で、40メガワット（熱出力）重水炉であり、1990年代のアラーク重水製造工場に隣接している。
このプロジェクトの土木工事は2004年10月に開始された。当初、原子炉は2014年に原子力運転を開始する予定であった。
2025年6月、この原子炉はイラン・イスラエル戦争中に、イスラエルが安全のために周辺地域の住民に避難するよう指示した後、イスラエルの空爆を受けた。

## 参照項目
- ナタンズ核施設
- フォルド・ウラン濃縮工場
- イランの核開発計画
- イランの核施設（英語版）
- イランの核施設へのアメリカの攻撃